# 自動くりこし
自動くりこし（じどうくりこし）とは、2001年2月1日に当時のJ-フォン東日本関東・甲信エリアが開始したソフトバンクモバイルの無料通話くりこしサービスである。現在では全国のソフトバンクモバイルの営業区域でこのサービスが採用されている。

## 概要
このサービスは使用しきれなかった無料通話を翌月の無料通話分に繰り越されるというものである。翌月の通話料は繰り越し分から先に差し引かれる。当時、携帯電話の無料通話くりこしサービスというのは画期的で、OLを中心とした後のJ-PHONEブームの原動力の一つになった。現在では他社でも2か月くりこし（ドコモ）、無期限くりこし（au）と類似のサービスを行っている。

## 他社の同様なサービス
- 2か月くりこし - NTTドコモグループのサービス。2003年11月1日に開始。
- 無期限くりこし - auのサービス。2006年8月1日に開始。